# Alulatettix yunnanensis
Alulatettix yunnanensis är en insektsart som beskrevs av Liang 1993. Alulatettix yunnanensis ingår i släktet Alulatettix och familjen torngräshoppor. Inga underarter finns listade i Catalogue of Life.